# Biologia cel·lular
La biologia cel·lular o citologia és la branca de la biologia que estudia l'estructura i funció de les cèl·lules com a unitats individuals, complementant així a la histologia (que estudia a les cèl·lules com a component dels teixits).
La biologia cel·lular comprèn l'estudi de l'estructura i activitat de les diferents parts de la cèl·lula i membrana cel·lular, el mecanisme de divisió cel·lular, el desenvolupament de les cèl·lules sexuals, la fecundació i la formació de l'embrió, les alteracions de les cèl·lules, com les que ocorren en el càncer, la immunitat cel·lular i els problemes relacionats amb l'herència. Per aquest propòsit, els biòlegs cel·lulars estudien la biologia molecular de la cèl·lula.
Fins fa poc de temps, la biologia cel·lular es limitava a l'observació microscòpica de cèl·lules mortes tenyides, intentant correlacionar aquestes observacions amb els fenòmens fisiològics ja coneguts. Les tècniques més recents permeten, avui en dia, l'estudi i observació de les cèl·lules vives. Amb el microscopi de contrast de fase es poden observar les cèl·lules vives en funcionament gràcies a l'ús de contrastos. Les tècniques de microdissecció, microinjecció i microquímica, permeten obtenir material de l'interior de les cèl·lules (protoplasma) per al seu estudi i anàlisi, utilitzant tubs de mig micró de diàmetre. La biologia cel·lular té un gran valor en la medicina actual, ja que ajuda a diagnosticar malalties mitjançant l'anàlisi de les cèl·lules extretes de diversos líquids corporals (sang, LCR, etc.).